# Yahuma (territoire)
Le territoire de Yahuma est une entité administrative déconcentrée de la province de Tshopo en république démocratique du Congo.

## Géographie
Il s'étend au nord-ouest de la province. 
Il est limité :
- au nord par le territoire de Basoko et la province de Mongala
- À l'est par le territoire d'Isangi
- À l'ouest par la province de la Tshuapa
- Au sud par le territoire d'Opala.

## Subdivisions
Il est constitué d'une commune, une chefferie et trois secteurs :
| Subdivision | Statut    |
| ----------- | --------- |
| Yahuma      | Commune   |
| Mombesa     | Chefferie |
| Bolinga     | Secteur   |
| Bosoku      | Secteur   |
| Buma        | Secteur   |